# Stanislaw Lunin
Stanislaw Lunin (russisch Станислав Лунин; * 2. Mai 1993; † 2. Juni 2021) war ein kasachischer Fußballspieler. Er stand zuletzt im Jahr 2019 bei Schachtjor Qaraghandy in der Premjer-Liga, der höchsten kasachischen Spielklasse, unter Vertrag.

## Karriere

### Verein
Lunin begann seine Karriere bei Wostok Öskemen, für die er 17 Spiele in der Saison 2011 in der kasachischen Premjer-Liga bestritt. Bei der 3:1-Niederlage gegen Ertis Pawlodar am 31. März 2011 wurde er zum ersten Mal in der Profimannschaft eingesetzt. Am 24. April 2011 erzielte er sein erstes Profitor bei der 3:1-Auswärtsniederlage gegen den FK Taras. Wostok Öskemen stieg mit 16 verlorenen Spielen nach nur einem Jahr in der Premjer-Liga wieder in die Erste Liga ab.
Zur Saison 2012 wechselte Lunin zum Vorjahresmeister Schachtjor Qaraghandy, für den er im Ligaspiel gegen Ertis Pawlodar (0:1) am 10. März 2012 sein Debüt gab. Sein erstes von drei Saisontoren für Schachtjor erzielte er beim 5:1-Auswärtssieg gegen Schetissu Taldyqorghan. Mit Schachtjor bestritt er auch sein erstes Europa-League-Spiel, in dem Schachtjor am 28. November 2013 im Heimspiel gegen PAOK Thessaloniki mit 0:2 unterlegen war. Nachdem er in der Saison 2013 auf 13 Einsätze und in der folgenden Saison auf zwölf Einsätze gekommen war, wechselte Lunin im Juni 2014 zu Qairat Almaty, bei dem er einen Vertrag bis Ende 2016 erhielt. Für Qairat stand er zum ersten Mal im Heimspiel gegen Tobyl Qostanai (3:1) am 22. Juni 2014 auf dem Platz, nachdem er eingewechselt wurde.

### Nationalmannschaft
Bereits 2009 spielte Stanislaw Lunin in der kasachischen U-17-Auswahl. 2011 berief man ihn in die U-19-Auswahl seines Landes, für die er sechs Spiele absolvierte und dabei zwei Tore erzielte. Seit 2012 spielte Lunin in der U-21-Nationalmannschaft Kasachstans. Am 7. Juni 2014 gab Lunin sein Debüt in der Kasachischen Fußballnationalmannschaft in einem Freundschaftsspiel gegen Ungarn (0:3).

## Erfolge
Schachtjor Qaraghandy
- Kasachischer Meister: 2012
- Kasachischer Pokalsieger: 2013
- Kasachischer Supercupsieger: 2013

FK Qairat Almaty
- Kasachischer Pokalsieger: 2014, 2015, 2017, 2018
- Kasachischer Supercupsieger: 2016, 2017

## Tod
Lunin erlag 2021 im Alter von 28 Jahren einem Herzstillstand.